# Čechy pod Kosířem
Čechy pod Kosířem település Csehországban, a Prostějovi járásban. Čechy pod Kosířem Pěnčín, Slatinky, Přemyslovice, Stařechovice, Hluchov és Drahanovice településekkel határos. Lakosainak száma 1081 fő (2024. január 1.).

## Népesség
A település lakosságának változását az alábbi diagram mutatja:
| Lakosok száma | 1018 | 1118 | 1144 | 1273 | 990  | 929  | 1045 | 1038 | 1045 | 1081 |
|               | 1869 | 1890 | 1921 | 1950 | 1980 | 2001 | 2017 | 2019 | 2022 | 2024 |